# Witold Pawlewicz
Witold Pawlewicz (ur. 3 czerwca 1989) – polski siatkarz, występujący na pozycji przyjmującego. Do 2012 roku był zawodnikiem polskiej drużyny AZS Politechnika Warszawska.

## Kluby
- Mazovia Rawa Mazowiecka
- 2005–2009 MOS Wola Warszawa
- 2009–2012 AZS Politechnika Warszawska